# メソポタミア属州

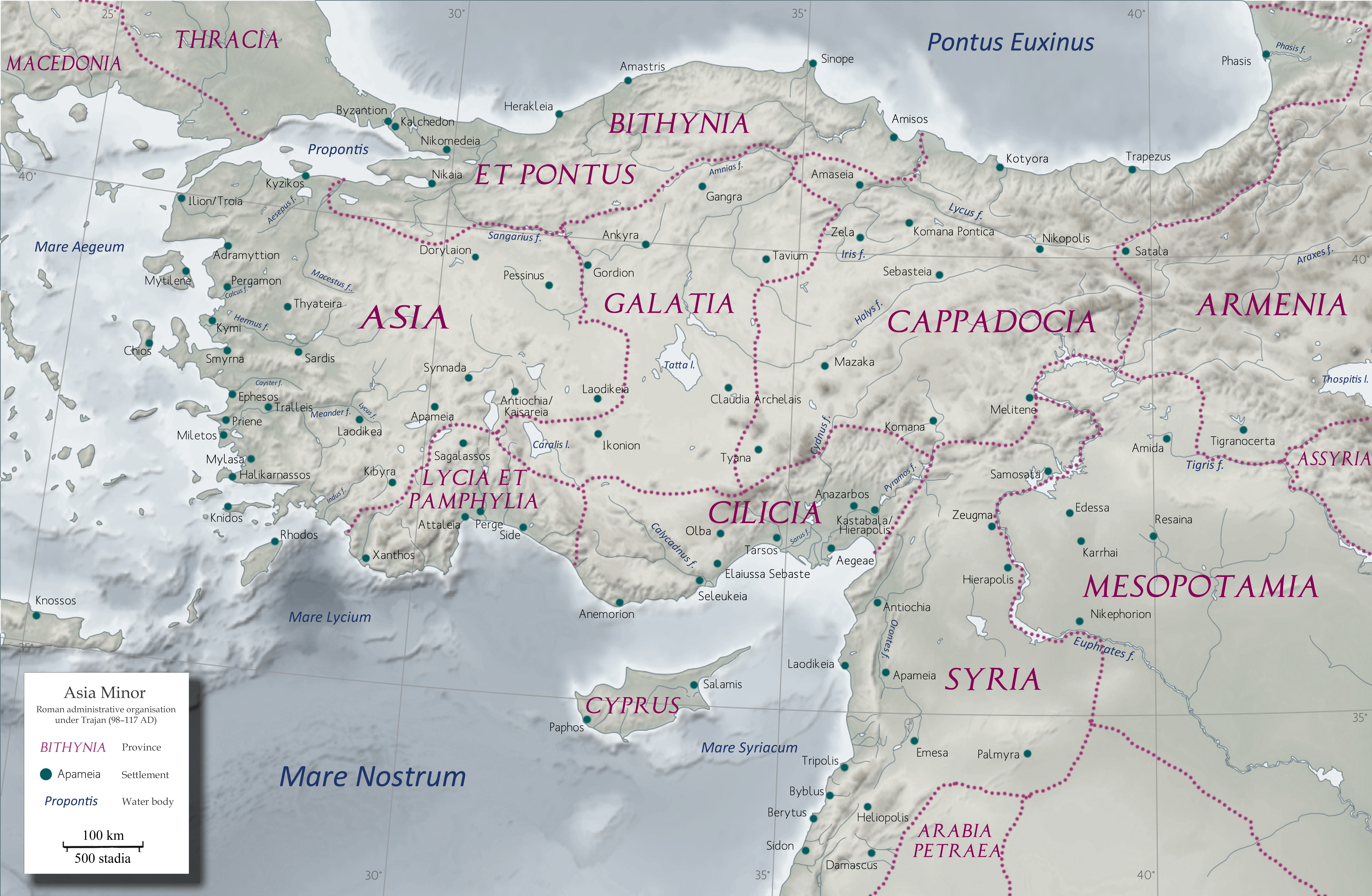
トラヤヌス帝期の東方属州。メソポタミア属州（MESOPOTAMIA）は右端。

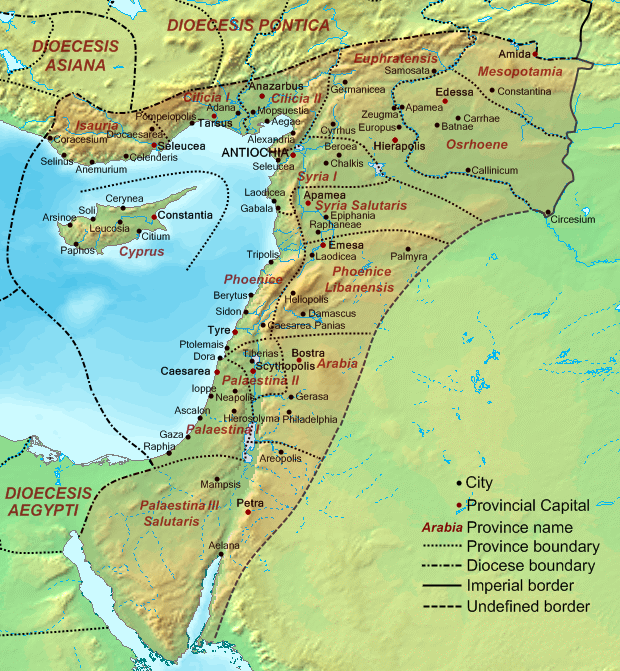
ローマ帝国後期の東方管区。メソポタミア属州（右上）は北西部のみ残存している。

メソポタミア (ラテン語: Mesopotamia) は、ローマ帝国の属州。存在期間は前期と後期があり、間に断絶がある。前期のそれはトラヤヌス帝がパルティア遠征で獲得した領土に116年に設置され、翌117年に放棄された短命な属州だった。後期はセプティミウス・セウェルス帝が198年ごろにローマとサーサーン朝の国境地帯に設置したもので、これはムスリムに征服される7世紀まで存続した。

## トラヤヌスの属州
113年、トラヤヌス (在位: 98年–117年)は東方の宿敵アルサケス朝パルティアへの遠征に乗り出した。114年にはアルメニア王国を征服して属州とし、115年が終わるまでにメソポタミア北部を征服した。この地も116年前半に属州化され、これを祝う硬貨が発行された。
116年のうちにトラヤヌスは中部・南メソポタミアまで征服してメソポタミア属州を拡大し、さらにチグリス川を渡ってアディアベネ王国を征服し、アッシュリア属州とした。さらに同年末にはペルシアの大都市スーサまで侵攻し、パルティアの君主オスロエス1世を廃位し、傀儡のパルタマスパテスを擁立した。ローマ帝国がここまで東方への拡張に成功したのは、後にも先にもない。
しかしトラヤヌスが帰国中に病死すると、帝位を継いだハドリアヌス (在位: 117年–138年)はトラヤヌス帝の征服域の多くを放棄し、遠征以前と同様にユーフラテス川を帝国の防衛線に定めた。

## セウェルスの属州

### ルキウス・ウェルスの遠征
161年から166年にかけてルキウス・ウェルスが東方遠征をおこない、オスロエネを含む北メソポタミアを再征服した。しかしルキウス・ウェルスはここを属州化せず、地元の属国の君主に任せる代わりにニシビスなどにローマ軍の守備兵を駐留させた。

### 五皇帝の年
五皇帝の年から続く内乱の終盤、195年の時点ではペスケンニウス・ニゲルとセプティミウス・セウェルス (在位: 193年–211年)が争っていた。この時メソポタミアで反乱が起き、ニシビスが包囲された。セウェルスは速やかに反乱を鎮圧して秩序を回復し、オスロエネを正式な属州とした。

### セウェルスのメソポタミア再征服
セウェルスはパルティア遠征をおこない、198年にパルティアの首都クテシフォンを征服した。彼はトラヤヌスの例に倣ってメソポタミア属州を設置した。首都とされたニシビスは植民市に昇格した。
トラヤヌス期のユーフラテス川・ティグリス川間全域を包含したメソポタミア属州とは異なり、この時の新属州の領域は、南はオスロエネ、北はユーフラテス川とティグリス川、東はカボラス川 (現ハブール川)という範囲に限られた。

### 東方の戦場として

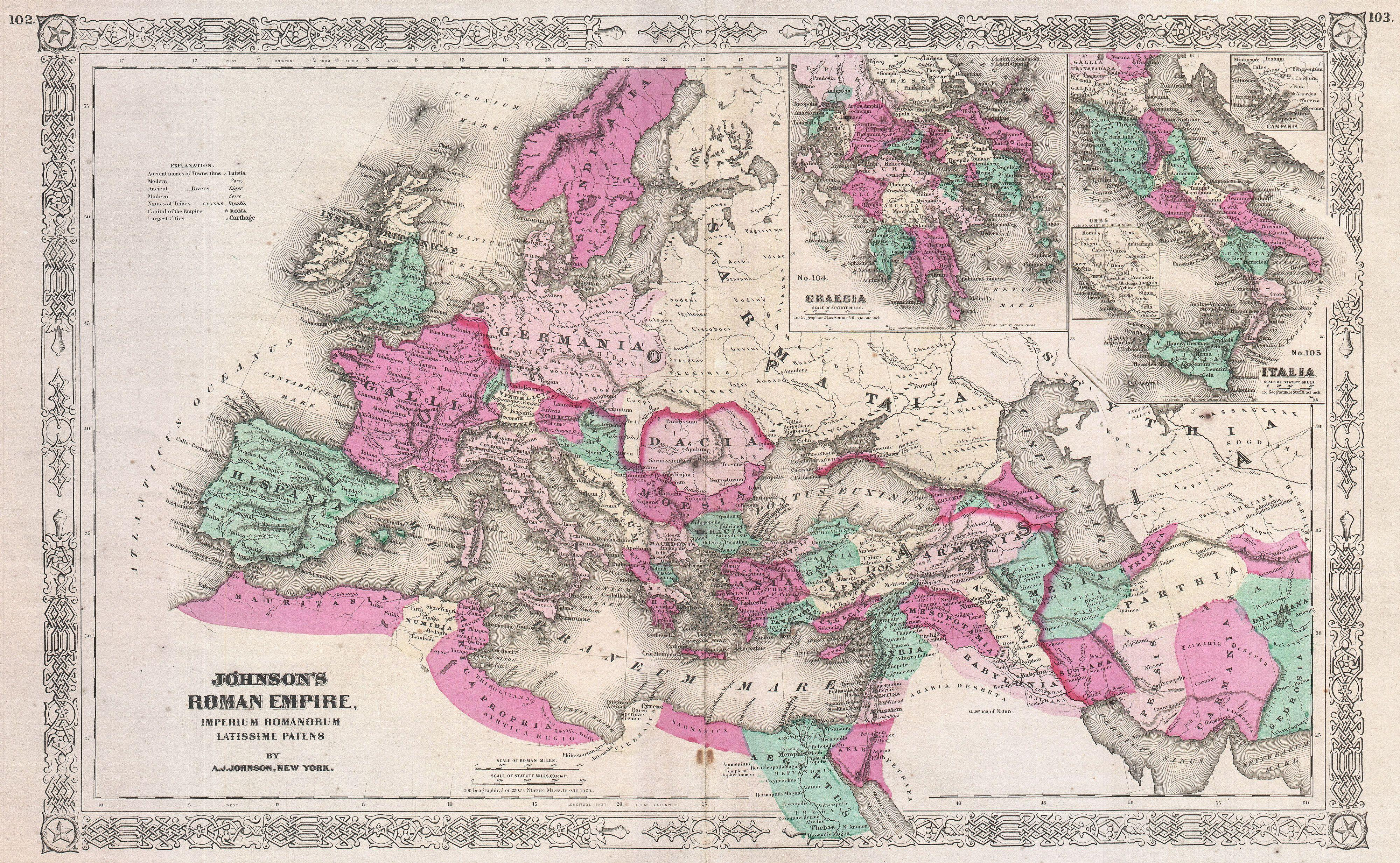
1864年に製作されたローマ帝国の全域図

メソポタミアには属州の存在こそ残ったものの、この地域はローマ帝国と東方のサーサーン朝の間の度重なる戦争の舞台となった。ローマ帝国が六皇帝の年の内戦で荒れている隙に、パルティアを滅ぼしたサーサーン朝の創始者アルダシール1世 (在位: 224年–241年)が239年にメソポタミアに侵攻、征服した。しかし243年、ティメシテウスがレサエナの戦いで勝利し、メソポタミアを奪回した。250年代、サーサーン朝のシャープール1世 (在位: 240年ごろ–270年)がメソポタミアに侵攻した。彼は260年にローマ皇帝ウァレリアヌス (在位: 253年–260年)をエデッサの戦いで破り、捕虜とした。しかし翌年にはパルミラのセプティミウス・オダエナトゥスに大敗を喫し、メソポタミアから撃退された。

## 再編
ディオクレティアヌス (在位: 284年–305年) やコンスタンティヌス1世 (在位: 306年–337年) の改革により東方管区の一部となり、後にオリエンス道に組み込まれた。 

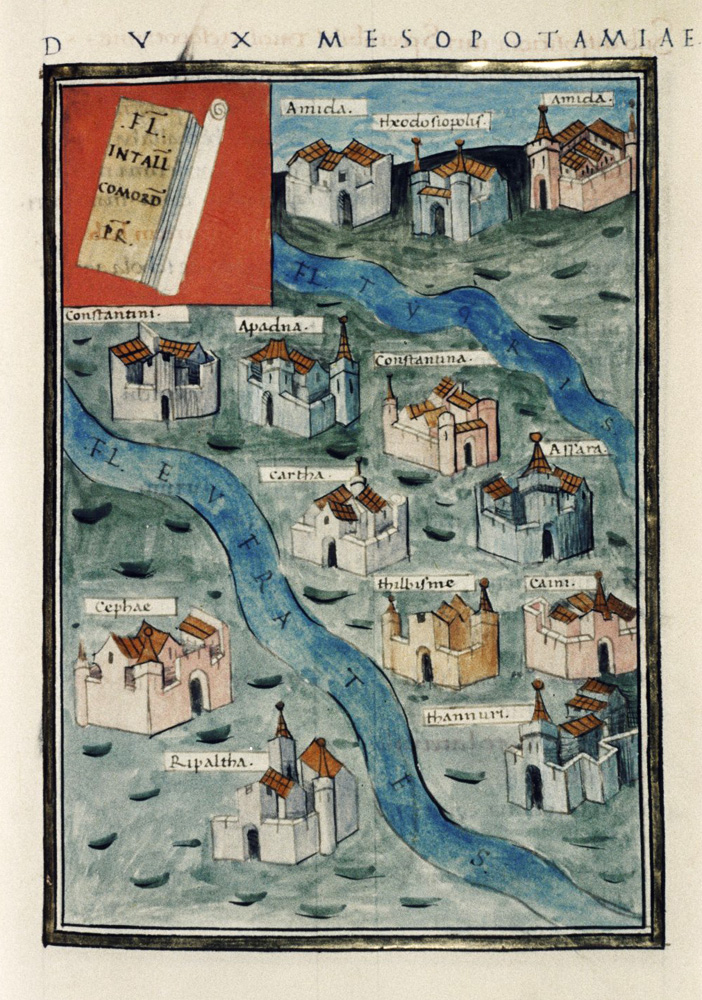
メソポタミアのローマ軍駐屯地の地図。1436年の写本より

ディオクレティアヌスはニシビスとシンガラ、アティアベネを再征服したが、363年のユリアヌスのサーサーン朝遠征の失敗により再び失われ、メソポタミア属州の首都はアミダに移された。なお軍事をつかさどるドゥクス・メソポタミアエはコンスタンティアに駐留した。またこの属州内には、マルテュロポリスやケファスなどの都市があった。
502年から506年のアナスタシア戦争の後、東ローマ皇帝アナスタシウス1世 (在位: 491年–518年)はニシビスのサーサーン朝基地に対抗するようにダラに要塞を築き、ここをドゥクス・メソポタミアエの新たな基地とした。
ユスティニアヌス1世 (在位: 527年–565年)の改革の中で、メソポタミア属州は分割された。マルテュロポリスを中心とする北部は新設された第四アルメニア属州の領域となり、残りはさらに住民区域・司教区ともに分割され、ティグリス川以南の方はアミダを首都とし、残りのトゥル・アブディン地域はダラを首都とした。6世紀にはほとんど永続的に東ローマ帝国とサーサーン朝の戦争が続き、メソポタミア属州は甚大な被害を受けた。573年にはサーサーン朝がダラを征服したが、591年の和平で東ローマ帝国が回復した。602年から628年の大戦争でもサーサーン朝が奪い、東ローマ帝国が奪回したが、633年から640年にかけて新興勢力のアラブ人ムスリムに征服され、以後東ローマ帝国の行政下に戻ることは無かった。